# Verschaffeltia splendida
Espèce
Statut de conservation UICN

 NT  : Quasi menacé
Verschaffeltia splendida est une espèce de la famille des Arecaceae (Palmiers), la seule du genre Verschaffeltia, originaire des Seychelles.
Son nom vient du patronyme d'Ambroise Verschaffelt, horticulteur gantois, qui publia cette espèce en 1865 dans sa revue L'Illustration Horticole (1865, 12 (Misc.) 6, 1865).

## Classification
- Sous-famille des Arecoideae
  - Tribu des Areceae
    - Sous-tribu des Verschaffeltiinae

Ce genre partage sa sous-tribu avec les genres suivant : Nephrosperma,  Phoenicophorium, Roscheria  .

### Synonymes
Synonymes :
- Regelia magnifica H.Wendl.
- Regelia majestica auct.
- Regelia princeps Balf.f.
- Stevensonia viridifolia Duncan

Autrefois classé dans ce genre, Verschaffeltia melanochaetes est considéré comme étant désormais un synonyme de Roscheria melanochaetes.